# Hudson Terminal
De Hudson Terminal was een 20e-eeuws spoorwegstation en kantoorgebouw in Lower Manhattan in de Amerikaanse stad New York. Het station en kantoorgebouw werd aangelegd en gebouwd in opdracht van de Hudson Companies, de moedermaatschappij van de Hudson & Manhattan Railroad (H&M), teneinde een verbinding tussen het Park Place station in Newark, New Jersey en het stadscentrum van New York te creëren middels de gelijktijdig in gebruik genomen Downtown Hudson Tubes onder de Hudson. Boven het station werd een wolkenkrabber opgetrokken die ruimte bood aan 10.000 werknemers in kantuurruimte om zo de bouwkost terug te verdienen.
Het station werd voorzien in de ondergrondse keerlus tussen de twee Downtown Hudson Tubes. Het station, gelegen onder Church Street, had drie perrons en vijf perronsporen zodat voldoende overstaptijd voorzien kon worden voor de treinen op de verschillende routes. De oorspronkelijk geplande perronconstructie met wat nu de Spaanse methode genoemd wordt, werd uiteindelijk niet gerealiseerd.
Al bij de eerste plannen van de constructie van de spoorweg ontstond speculatie omtrent de locatie, en werden de omliggende blokken opgekocht voor de creatie van kantoorruimte.
Het appartementsgebouw werd opgetrokken in het blok gevormd door Fulton Street in het noorden, Church Street in het oosten, Cortlandt Street in het zuiden en Greenwich Street in het westen. Dit blok werd in december 1905 door de Hudson Companies verworven, nog voor de formele oprichting van de H & M Railroad. Er was in het bouwwerk een noordelijke en een iets grotere zuidelijke vleugel, beide bovenaan afgewerkt met een daktuin. Dey Street bleef door het gebouw lopen, de ondergrondse verdiepingen waarin het station met vertrekhal en niveau met de treinsporen waren voorzien liepen wel onder de straat door, op gelijkvloers niveau bleef de straat aanwezig, boven gelijkvloers was er een brug tussen de twee vleugels van het gebouw vanaf de 17e verdieping. Er waren 4.000 kantoorruimtes met plaats voor 10.000 personen, verder voorzag men onder meer 13.000 verlichtingspunten, 5.200 deuren, 5.000 vensters, 16 miljoen bakstenen en 4.500 ton terracotta voor de bekleding van de gevels.

## Geschiedenis
De Hudson & Manhattan Railroad groeide en bloeide. In 1914 gebruikten al meer dan 30 miljoen passagiers per jaar Hudson Terminal, in 1922 werd de 59 miljoen overschreden. De spoorlijn beleefde in 1927 een hoogtepunt met 113 miljoen vervoerde passagiers dat jaar. Maar dat aantal daalde daarna snel, met de opening van de Holland Tunnel, de beurskrach van 1929 en de crisis van de jaren 30, en de opening van de George Washington Bridge en Lincoln Tunnel die autoverkeer nog meer faciliteerden. Uiteindelijk belandde de H & M Railroad van in 1954 in een kritieke situatie waarbij de maatschappij opereerde onder bescherming tegen bankroet. In 1958 gebruikten terug maar 26 miljoen passagiers het station. Toen de Port Authority of New York and New Jersey en diens directeur Austin J. Tobin plannen had voor de uitbouw van een World Trade Center, verkreeg het de site van de Hudson Terminal, indien het ook de infrastructuur van de Hudson & Manhattan Railroad overnam en de uitbating verderzette en verbeterde. Sinds 1962 noemt de spoorwegmaatschappij dan ook Port Authority Trans-Hudson (PATH). Hudson Terminal werd gesloten in 1971 toen het station onder het World Trade Center geopend werd. De stationsinfrastructuur van het nieuwe station was in aantal perrons en sporen heel gelijkaardig aan het oorspronkelijke station, alleen waren de perrons langer om langere treinen te faciliteren en waren de bochten van de keerlus om die reden anders gevormd. Het nieuwe station lag ook westelijker, onder Greenwich Street in plaats van onder Church Street. Na de ingebruikname van het PATH station van het WTC, werd het kantoorgebouw en onderliggend station van Hudson Terminal afgebroken.